# يونابارو
يونابارو هي بلدية في اليابان، وبلدة في اليابان، تقع في منطقة شيماجيري، بلغ عدد سكانها 19,135 نسمة وذلك حسب إحصائيات سنة 2018، تبلغ مساحتها 5.18 كيلومتر مربع.

## الموقع
تشترك في الحدود مع:
- نيشيهارا  [لغات أخرى]‏
- هايبارو  [لغات أخرى]‏
- نانجو، أوكيناوا.

## أعلام
- يوكو جيبو